# Vitstjärtad kotinga
Vitstjärtad kotinga (Xipholena lamellipennis) är en fågel i familjen kotingor inom ordningen tättingar.

## Utseende
Vitstjärtad kotinga är en medelstor (19–20 cm) kotinga med en tydligt bred och något tillplattad krokspetsad näbb. Dräkterna skiljer sig tydligt mellan könen. Hanen är glansigt purpursvart förutom vit stjärt och vitt på det mesta av vingen. Honan är istället askgrå ovan, undertill ljusare med svart på vingar och stjärt.

## Utbredning och systematik
Fågeln förekommer i nedre Amazonområdet i Brasilien (Rio Tapajós mot norra Maranhão). Den behandlas som monotypisk, det vill säga att den inte delas in i några underarter.

## Status
Arten tros minska relativt kraftigt i antal till följd av avskogningen i Amazonområdet. Internationella naturvårdsunionen IUCN kategoriserar den därför som nära hotad. Världspopulationen uppskattas till mellan 300 000 och fyra miljoner vuxna individer.